# 东风系列导弹

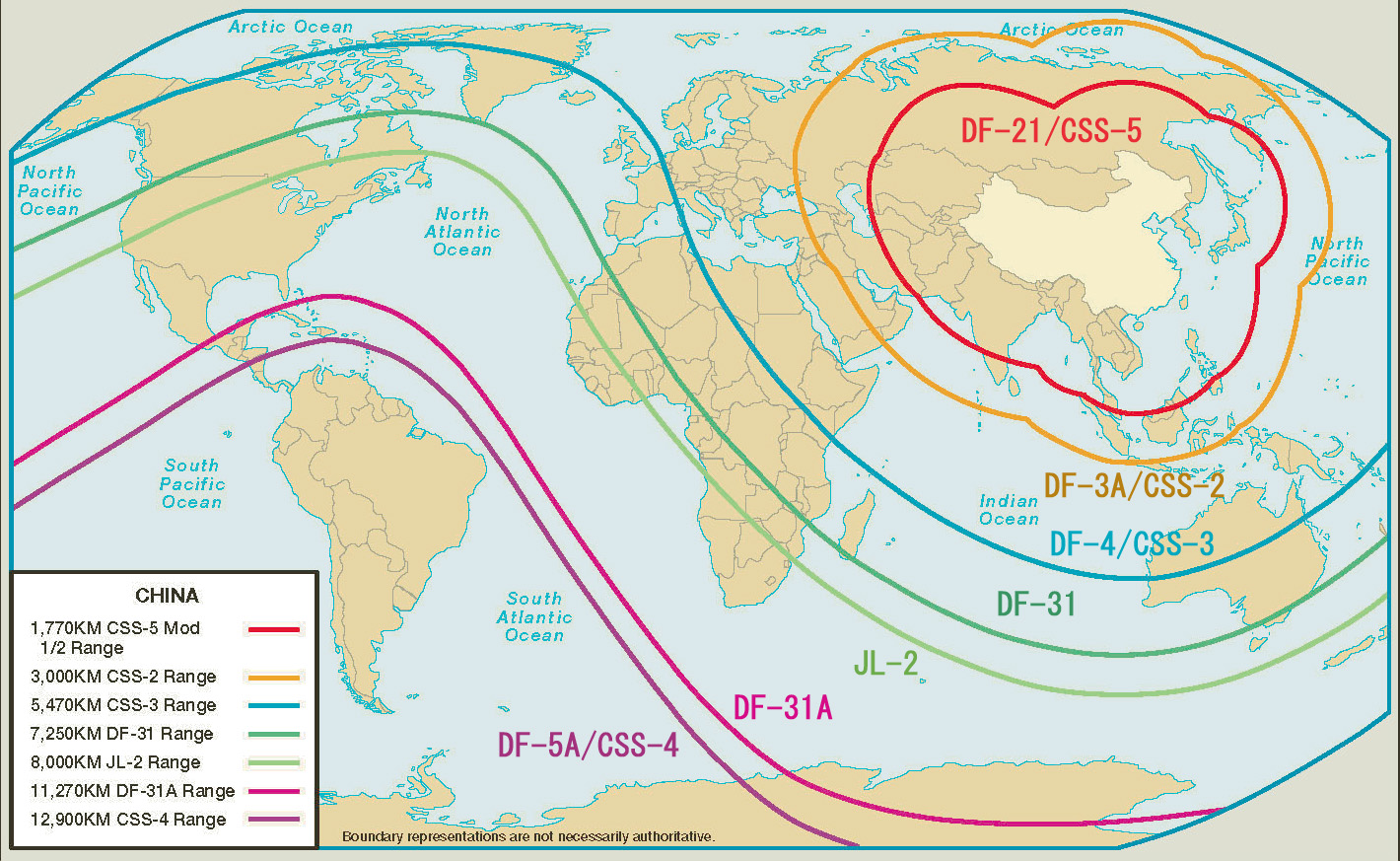
東風系列弹道导弹射程表

东风系列导弹是中华人民共和国一系列地对地弹道导弹的统称，是中国人民解放军火箭军的主要武器装备。这一系列的导弹编号为“DF-X”形式，如东风-1号又写作DF-1，外銷名稱編號則為“M-X”，故又被稱為M族导弹。
东风系列导弹是拥有常规导弹和核导弹的大家族，可以覆盖近程、中程、远程目标。由于美苏依据《中导条约》销毁了双方的中程弹道导弹，因此东风系列是目前世界上唯一覆盖各种射程的陆基弹道导弹系列。

## 名称来源

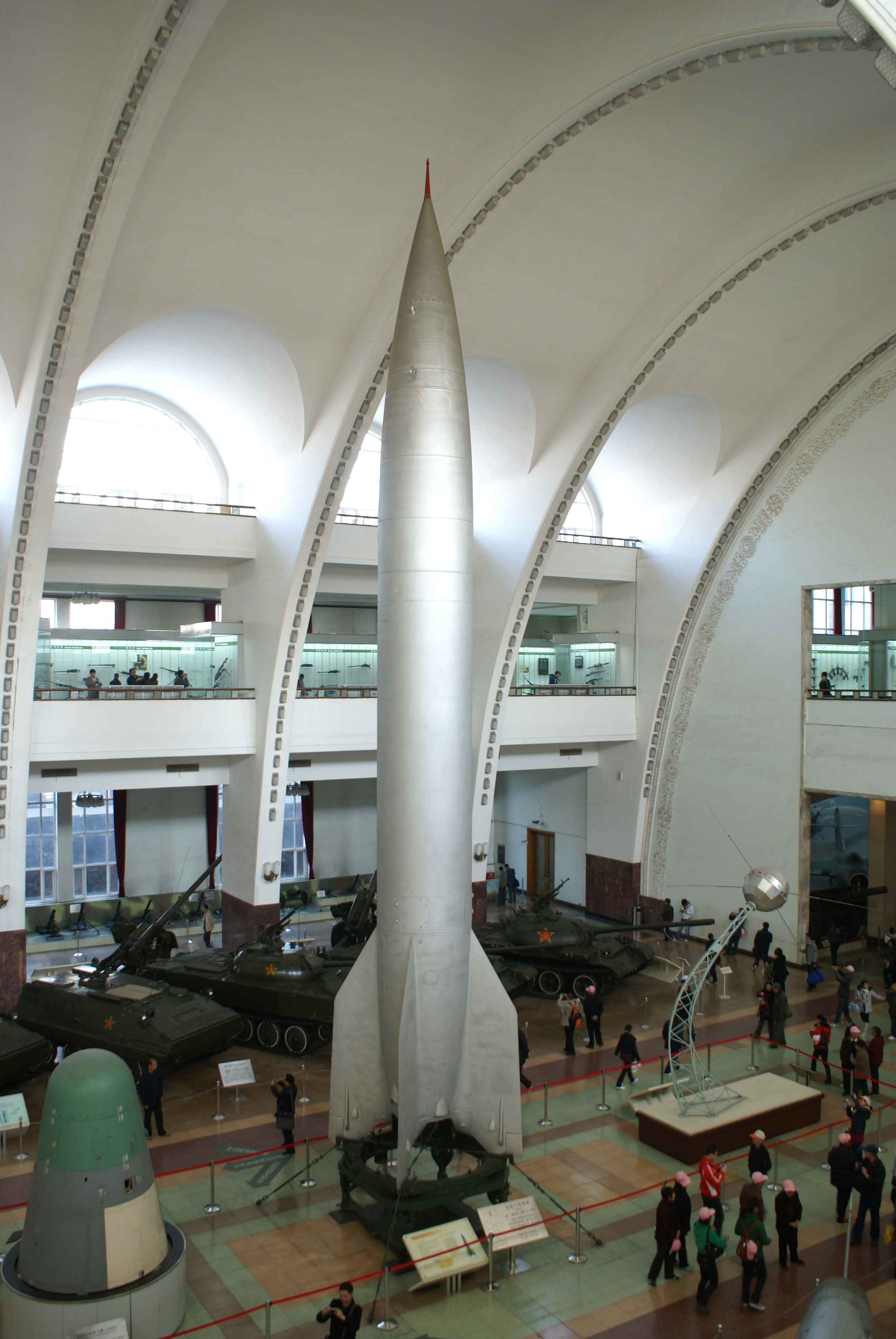
东风-1是苏联R-2型导弹的仿制品。

1957年，苏联根据双方秘密协定，向中方派出一个缩编导弹营，并提供了两枚苏制R-2型导弹（也称P-2型）、一套相关地面设备，及该型导弹武器系统图纸资料等，协助中方仿制该型导弹。同年11月，毛泽东在一次讲话中说：“我感觉到国际形势到了一个新的转折点。世界上现在有两股风：东风、西风。中国有句谚语：不是东风压倒西风，就是西风压倒东风。我认为目前形势的特点是东风压倒西风，也就是说，社会主义的力量对于帝国主义的力量占了压倒的优势。”

## 已知型号

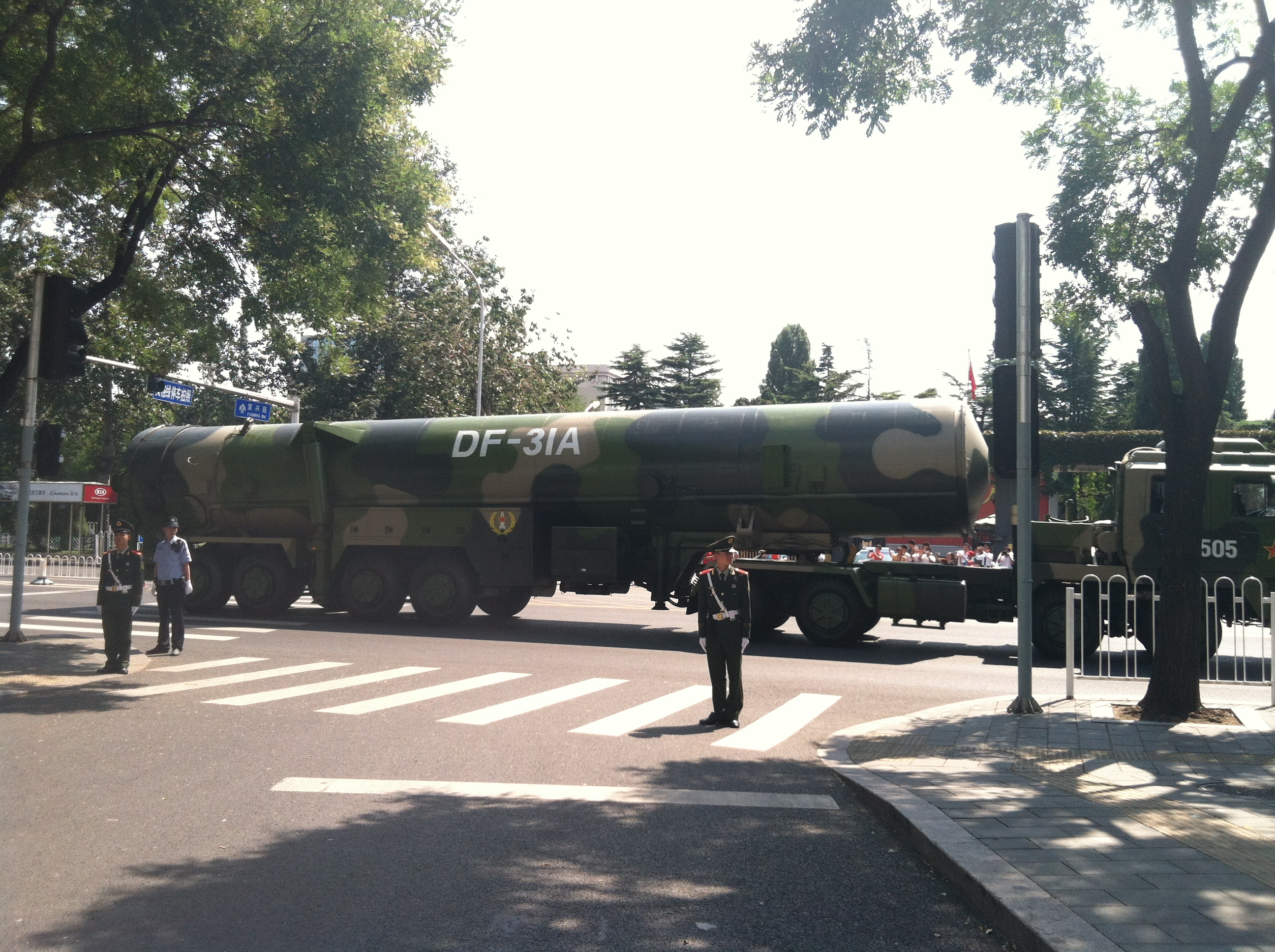
东风-31A

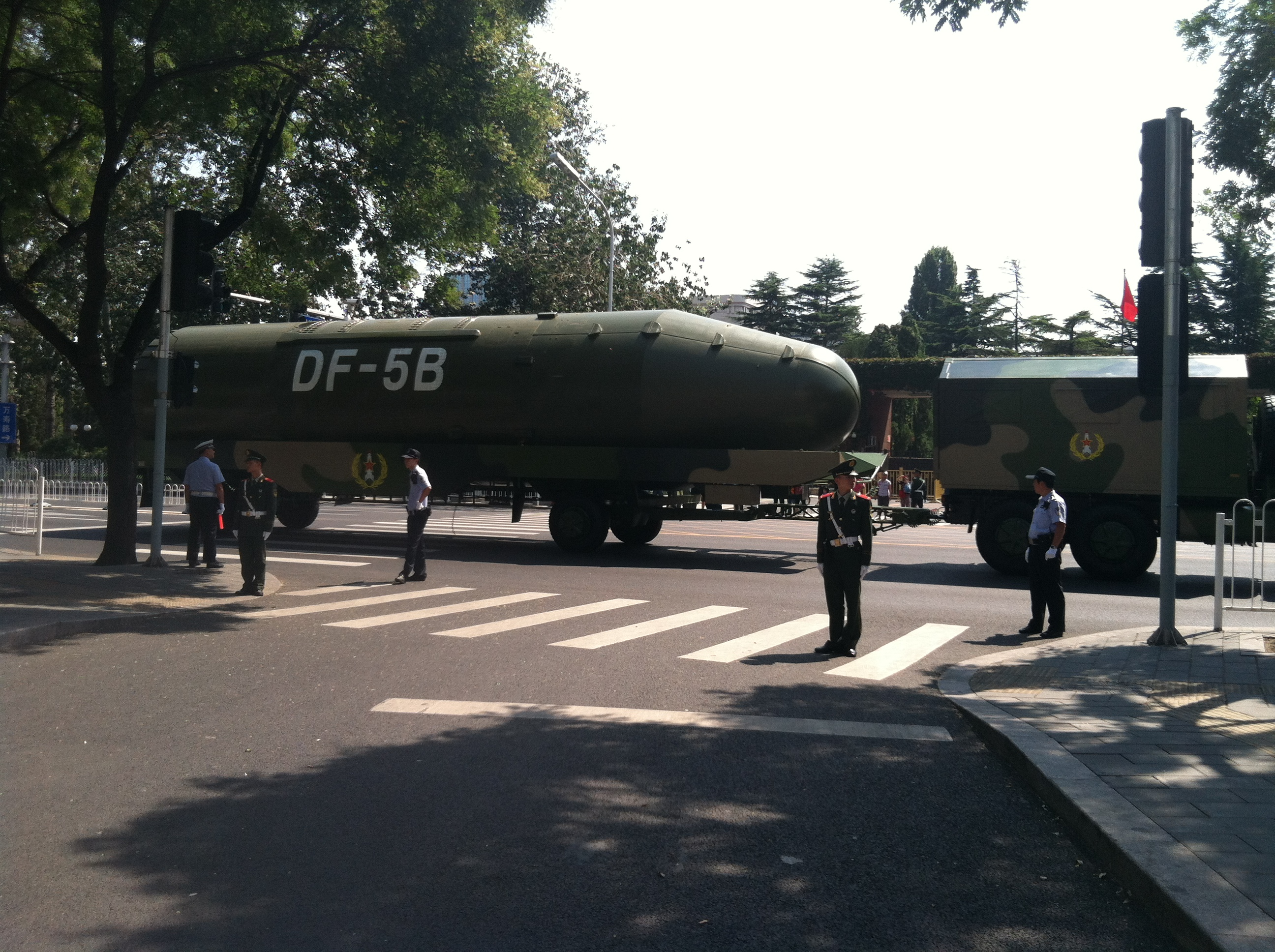
东风-5B

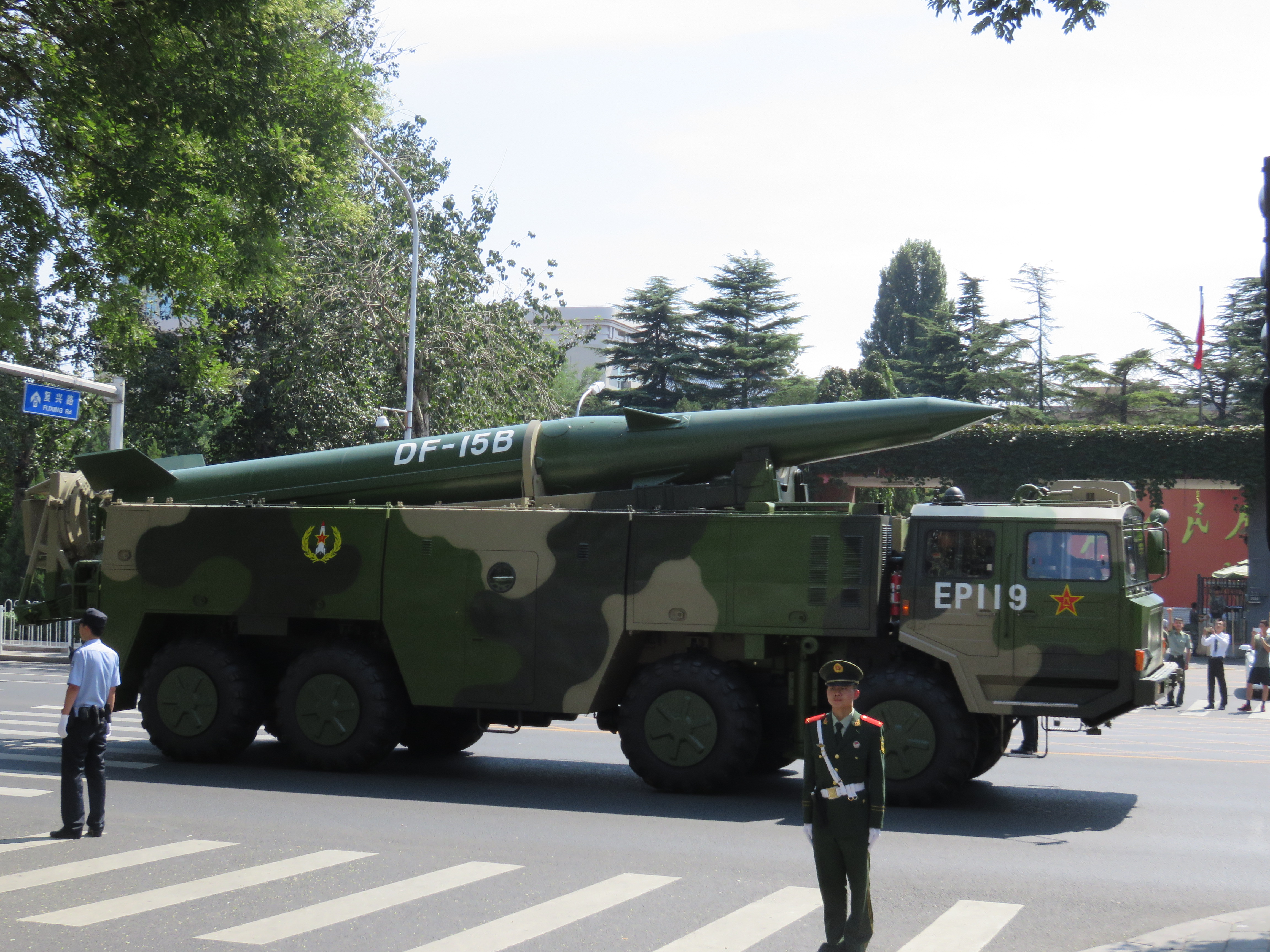
东风-15B
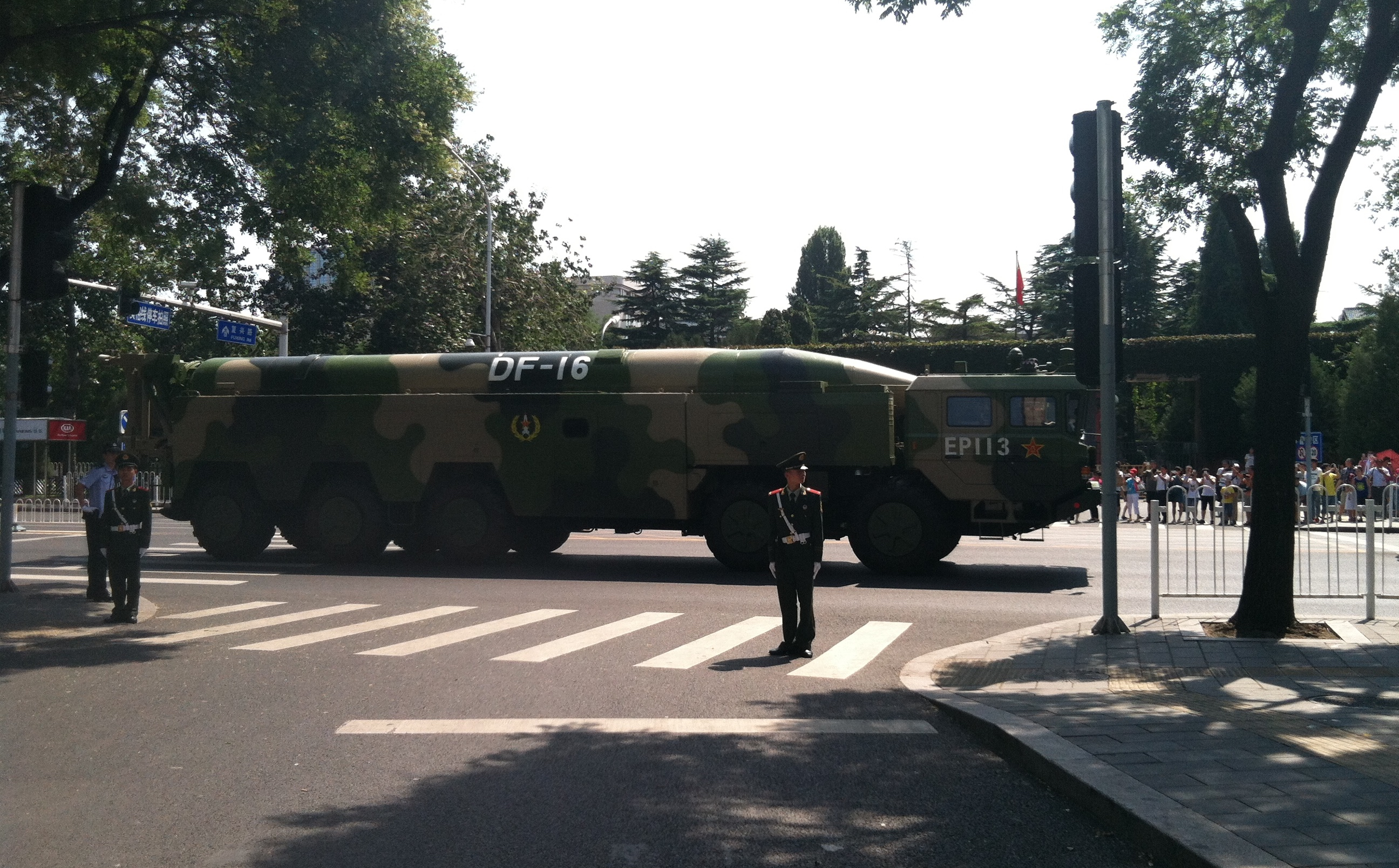
东风-16
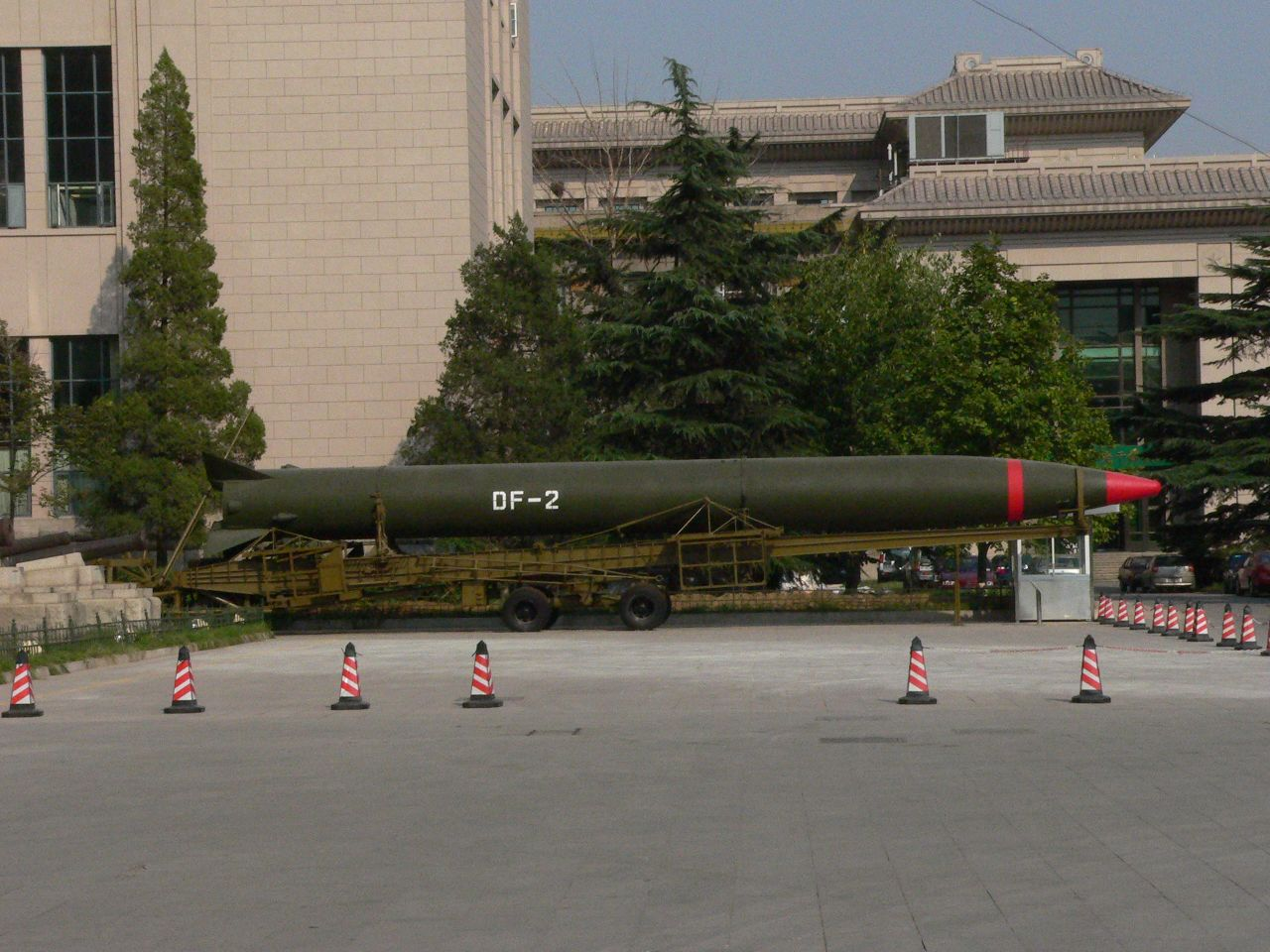
东风-2
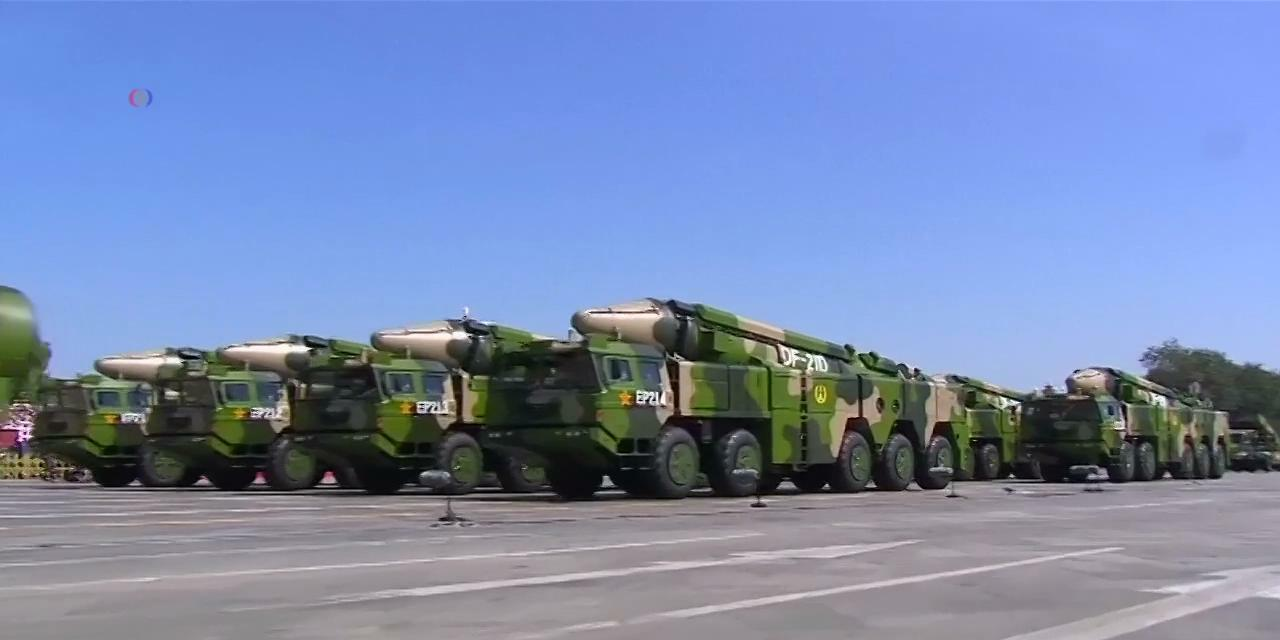
东风-21D反舰型
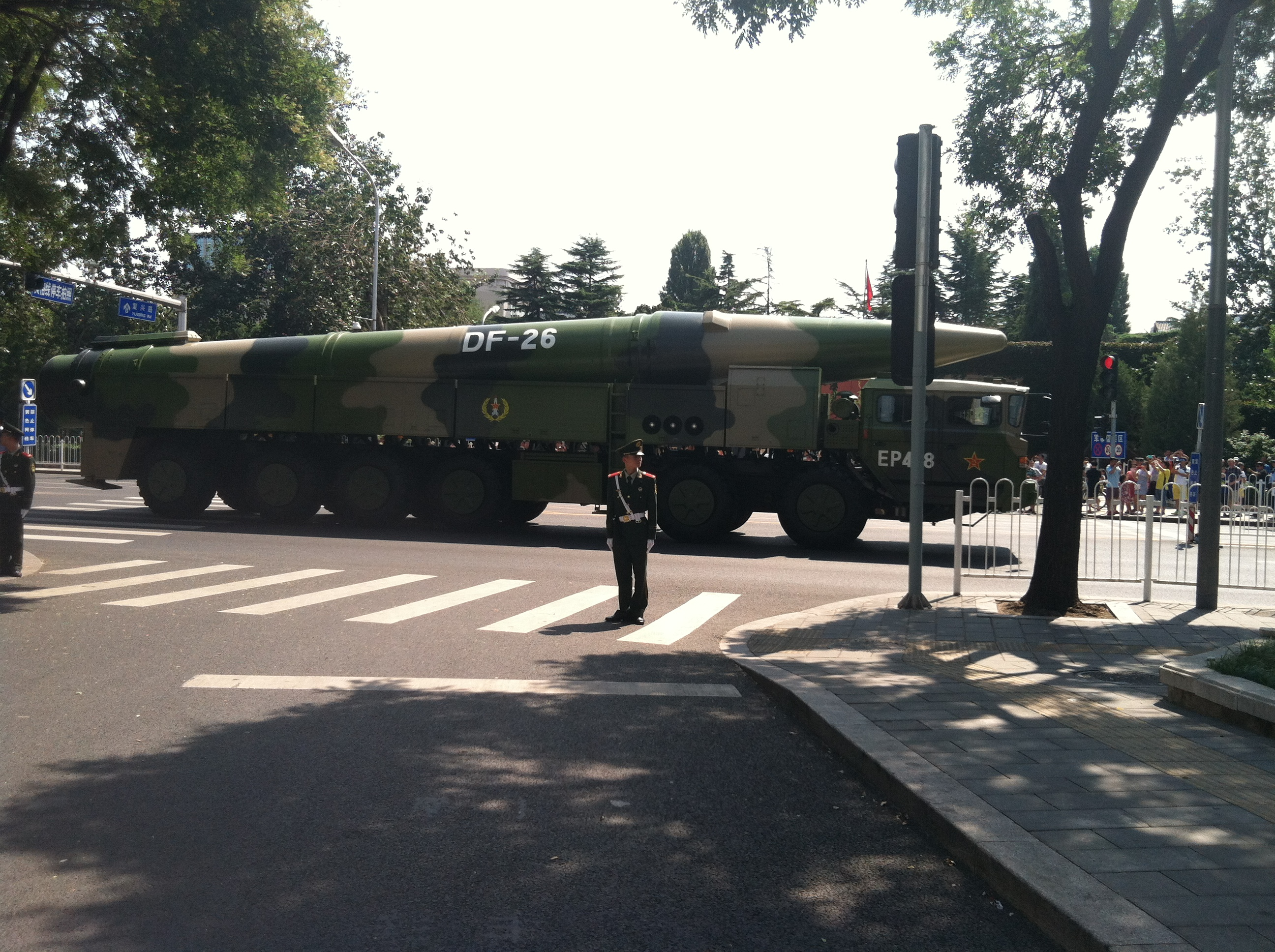
东风-26

| 型号            | 北约代号   | 射程/公里 | 射程/公里            | 燃料 | 说明                                                    |
| --------------- | ---------- | --------- | -------------------- | ---- | ------------------------------------------------------- |
| 东风-1          | SS-2       | 近程      | 600                  | 液体 | 仿制苏联R-2型导弹，1960年11月5日试射成功。              |
| 东风-2          | CSS-1      | 中程      | 1300                 | 液体 | 1980年代全部退役。                                      |
| 东风-3/3A       | CSS-2      | 中程      | 2800/4000            | 液体 | 第一代，曾出口沙烏地阿拉伯。                            |
| 东风-4/4A       | CSS-3      | 远程      | 5,500/7000           | 液体 | 第一代，1970年试射成功，1980年服役。                    |
| 东风-5/5A/5B    | CSS-4      | 远程      | 12,000/13,500/15,000 | 液体 | 发射井发射，现已被东风5B型代替，射程1.5万公里。         |
| 东风-11         | CSS-7      | 近程      | 350                  | 固体 | 曾出口巴基斯坦。                                        |
| 东风-12         | CSS-X-15   | 近程      | 420                  | 固体 | 又名M-20弹道导弹                                        |
| 东风-15         | CSS-6      | 近程      | 600                  | 固体 | 有DF-15/A/B/C四种型号。                                 |
| 东风-16         | CSS-11     | 中程      | 800~1000             | 固体 | 绰号“冲绳快递”，射程亦能覆蓋南海島礁。                  |
| 东风-17         | CH-SS-22   | 中程      | 1800~2500            | 固体 | 乘波体高超音速机动助推滑翔导弹                          |
| 东风-21         | CSS-5      | 中程      | 1800~3000            | 固体 | 有DF-21/A/B/C/D等型号，绰号“航母杀手”                   |
| 东风-25         | -          | 中程      | 3200                 | 固体 | 衍生自东风-21D。                                        |
| 东风-26         | CSS-18     | 中远程    | 6000                 | 固体 | 第二代，绰号“关岛快递”。                                |
| 东风-27         | CH-SS-X-24 | 中远程    | 8000                 | 固体 | 乘波体高超音速机动助推滑翔导弹。                        |
| 东风-31/31A/31B | CSS-9      | 远程      | 8,000/11,500/12,500  | 固体 | 发射井或重型卡车发射，改进型东风31A的射程为11,270公里。 |
| 东风-41         | CSS-X-10   | 远程      | 15,000               | 固体 | 分为公路版和铁路版。                                    |

- 东风-15B
- 东风-16
- 东风-2
- 东风-21D反舰型
- 东风-26

## 维护使用
东风系列导弹是中国人民解放军火箭军的主要武器之一，为中国陆海空三位一体的立体核威慑的重要组成部分。中国人民解放军火箭军前身为「中国人民解放军第二炮兵部队」（简称：二炮），于1966年7月1日建立，由中共中央军委直接领导指挥，在2015年12月31日升格为“火箭军”，是中国人民解放军的五大军种之一。

## 流行文化
长期以来，东风系列导弹都是中国人民解放军的主要武器装备之一，中国人民解放军火箭军的标志性武器装备之一，也被中国大陆网友戏称为“东风快递”，号称“使命必达”“全球包邮”“全球覆盖”“零差评”，“东风快递”也成为了中国导弹部队的代称。2019年2月14日，中国人民解放军火箭军开设了名为“东风快递”和“中国火箭军”的两个新浪微博官方账号，新华网官方微博等媒体也戏称“东风快递”是最硬核快递公司、中国火箭军开设的“官方快递”。

## 外部連結
- Global Security（页面存档备份，存于）